# Beralade
Genre
Le genre Beralade regroupe des lépidoptères (papillons) de la famille des Lasiocampidae.

## Liste des espèces
- Beralade obliquata (Rungs, 1943).
- Beralade perobliqua Walker, 1855.